# Джанкшен-Сіті (Вашингтон)
Джанкшен-Сіті (англ. Junction City) — переписна місцевість (CDP) в США, в окрузі Ґрейс-Гарбор штату Вашингтон. Населення — 18 осіб (2010).

## Географія
Джанкшен-Сіті розташований за координатами 46°58′7″ пн. ш. 123°45′32″ зх. д. / 46.96861° пн. ш. 123.75889° зх. д. (46.968517, -123.758890).  За даними Бюро перепису населення США в 2010 році переписна місцевість мала площу 4,16 км², з яких 3,67 км² — суходіл та 0,50 км² — водойми.

## Демографія
Згідно з переписом 2010 року, у переписній місцевості мешкало 18 осіб у 5 домогосподарствах у складі 3 родин. Густота населення становила 4 особи/км².  Було 6 помешкань (1/км²).
Расовий склад населення:
| - 33,3 % — білих - 22,2 % — чорних або афроамериканців - 5,6 % — азіатів - 38,9 % — осіб інших рас |

До двох чи більше рас належало 0,0 %. Частка іспаномовних становила 33,3 % від усіх жителів.
За віковим діапазоном населення розподілялося таким чином: 22,2 % — особи молодші 18 років, 55,6 % — особи у віці 18—64 років, 22,2 % — особи у віці 65 років та старші. Медіана віку мешканця становила 33,0 року. На 100 осіб жіночої статі у переписній місцевості припадало 80,0 чоловіків;  на 100 жінок у віці від 18 років та старших — 75,0 чоловіків також старших 18 років.
Цивільне працевлаштоване населення становило 0 осіб. 